# Eutinger Tal
Eutinger Tal ist ein Landschaftsschutzgebiet (Schutzgebietsnummer 2.37.035) im Landkreis Freudenstadt.

## Lage und Beschreibung
Das Schutzgebiet entstand durch Verordnung des Landratsamts Horb vom 23. November 1970. Es handelt sich um ein landschaftlich reizvolles Seitental des Neckartals. Das Eutinger Tal gehört zum Naturraum 122-Obere Gäue innerhalb der naturräumlichen Haupteinheit 12-Neckar- und Tauber-Gäuplatten.

## Schutzzweck
Wesentlicher Schutzzweck ist die Erhaltung der bewaldeten Hänge und der Talsohle des landschaftlich reizvollen Eutinger Tals.

## Geologie
Das Tal wurde geformt vom Eutinger Talbach, der sich in den umgebenden Oberen Muschelkalk eingegraben hat. In der Mitte des Tals liegt das Naturdenkmal Karstquellen des Talbaches und der Lochbrunnen im Eutinger Tal.

## Flora und Fauna
Eingangs des Eutinger Tals befindet sich an einem südexponierten Hang ein Halbtrockenrasen mit reicher Wiesenblumenvegetation und einem bemerkenswerten Insekten- und Schmetterlingsvorkommen. Bei einer Zählung im Jahr 2001 wurden 30 verschiedene Tagfalter festgestellt, von denen 14 Arten in Baden-Württemberg auf der Roten Liste stehen. Aufgelassene Bierkeller bieten Winterquartiere für die gefährdete Mopsfledermaus und den besonders geschützten Feuersalamander.